# 번 노티스

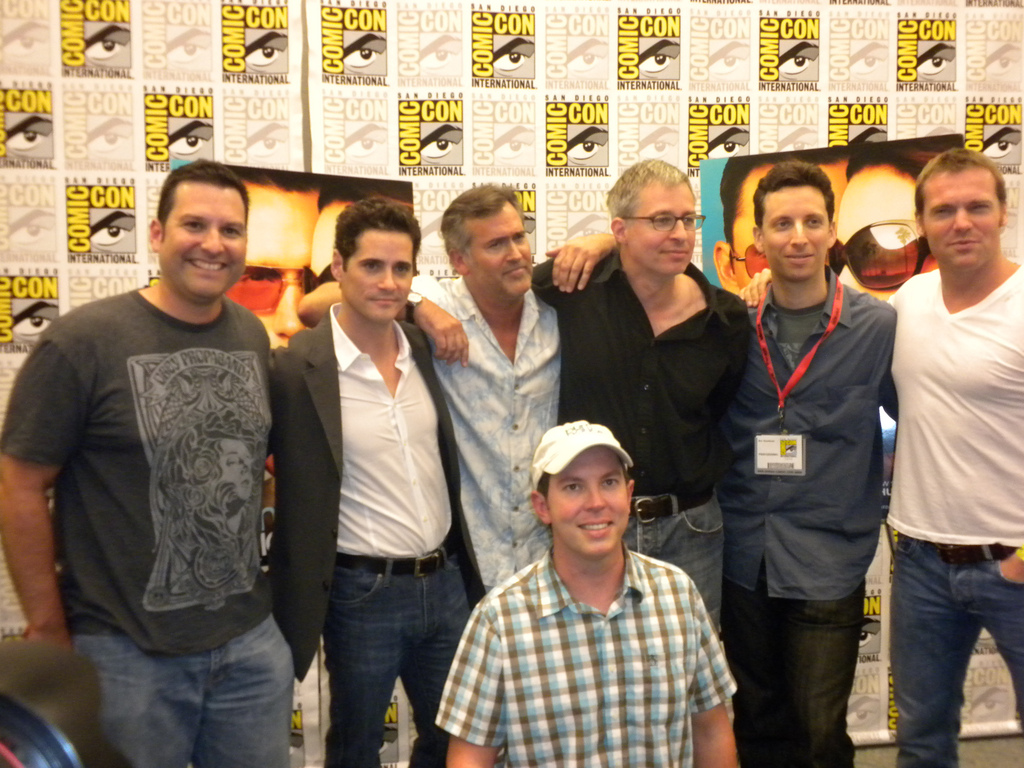

번 노티스(Burn Notice)는 2007년 6월 28일부터 USA 네트워크에서 방영한 드라마이며, 2013년 9월 12일 시즌7 13회 "Reckoning"으로 종영했다.

## 캐스트
- 제프리 도노번 - Michael Westen
- 게이브리엘 앤워 - Fiona Glenanne
- 브루스 캠벨 - Sam Axe
- 섀런 글레스 - Madeline Westen
- 코비 벨 - Jesse Porter